# Frankie Adams
Frankie Adams (Savai'i, Samoa, 3 de enero de 1994) es una actriz neozelandesa de origen samoano, conocida por sus papeles de Bobbie Draper en la serie de televisión de ciencia ficción The Expanse y como Ula Levi en la telenovela Shortland Street.

## Biografía
Frankie Adams nació el 3 de enero de 1994 en la isla de Savai'i en Samoa y es la mayor de tres hijas. Asistió a la Auckland Girls Grammar School.
El primer papel de Adams, a los 16 años, fue el de Ula Levi en la telenovela Shortland Street. También ha tenido papeles en la serie de televisión Wentworth y en la película One Thousand Ropes.
En 2016, fue elegida para interpretar el papel de la «sargento de artillería del Cuerpo de Marines de Marte» Bobbie Draper como parte del elenco principal en la segunda temporada de la serie de televisión de ciencia ficción estadounidense The Expanse, un papel que ha continuado interpretando hasta la sexta temporada.
En 2022, interpretó el papel de Candy en la adaptación de la novela debut de Holly Ringland The Lost Flowers of Alice Hart, junto con Sigourney Weaver y Alycia Debnam-Carey.
En junio de 2024, fue seleccionada como parte del elenco de la versión en imagen real de Moana y el 23 de agosto, se anunció que formaría parte del elenco de la próxima película de comedia de acción y policías, The Wrecking Crew, dirigida por Ángel Manuel Soto y escrita por Jonathan Troppe.

## Filmografía

### Cine
| Año  | Título             | Papel          | Notas         | Ref.   |
| ---- | ------------------ | -------------- | ------------- | ------ |
| 2017 | One Thousand Ropes | Ilisa          |               | [ 5 ]  |
| 2018 | Mortal Engines     | Yasmina Rashid |               |        |
| 2023 | Next Goal Wins     | Frangipani     | Sin acreditar | [ 14 ] |
|      | The Wrecking Crew  | Nani           | En producción | [ 13 ] |
| 2026 | Moana              | Sina           |               | [ 12 ] |

### Televisión

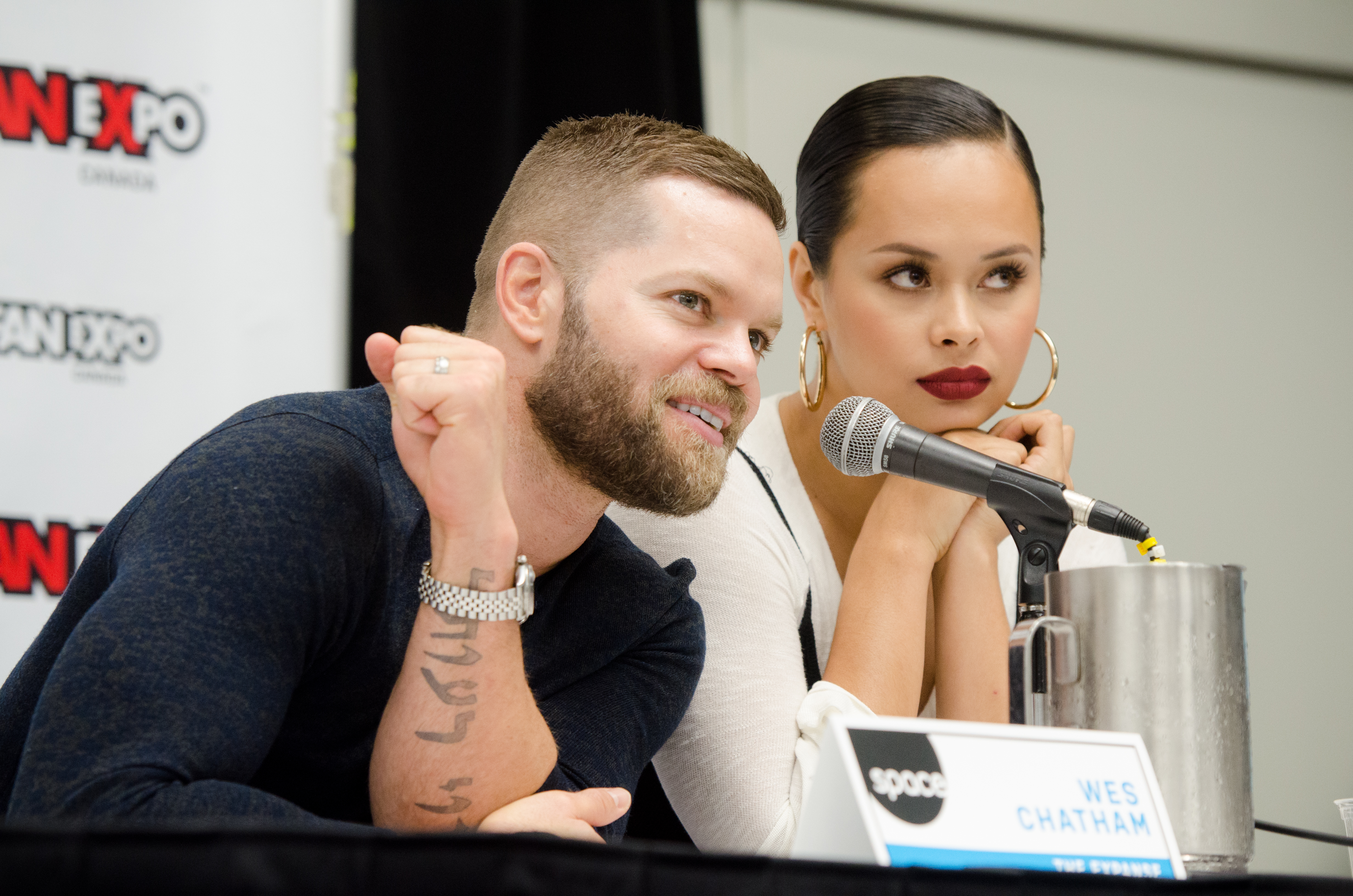
Wes Chatham y Frankie Adams en la Fan Expo 2017 en Toronto (Canadá)

| Año       | Título                         | Papel                   | Notas                                          | Ref.        |
| --------- | ------------------------------ | ----------------------- | ---------------------------------------------- | ----------- |
| 2010–2015 | Shortland Street               | Ula Levi                | 278 episodios                                  | [ 10 ]      |
| 2016      | Wentworth                      | Tasha Goodwin           | 2 episodios                                    |             |
| 2017–2022 | The Expanse                    | Roberta «Bobbie» Draper | Papel principal (temporadas 2–6); 52 episodios | [ 9 ] [ 8 ] |
| 2021      | Teine Sa                       | Sina / Teacher / Ahi /  | Miniserie; 5 episodios                         |             |
| 2021      | The Panthers                   | Tessa                   | Miniserie; 4 episodios                         |             |
| 2023      | The Lost Flowers of Alice Hart | Candy                   | Miniserie; 8 episodios                         | [ 10 ]      |

### Vídeos musicales
| Año  | Canción    | Artista  | Álbum      | Ref.   |
| ---- | ---------- | -------- | ---------- | ------ |
| 2013 | Right Here | Pieter T | Completion | [ 15 ] |